# Miguel Piña Bracamontes
Miguel Piña Bracamontes (23 de agosto de 1886 - 26 de mayo de 1929) fue un militar mexicano que desempeñó un papel destacado durante la Revolución mexicana. Nació en Ures, Sonora, siendo hijo de Miguel Piña García y María Jesús Bracamonte, su participación en el conflicto armado comenzó en 1913 cuando se unió al movimiento constitucionalista, alcanzando el rango de capitán.
A lo largo de las campañas de 1914 y 1915, Piña demostró habilidades tácticas que le valieron el ascenso a general brigadier. Su contribución se extendió al ámbito administrativo y político, ocupando el cargo de pagador en el Ejército del Noroeste, ayudante del general Ramón V. Sosa y posteriormente asumiendo el rol de secretario de gobierno de Sonora en 1918.
Durante su mandato temporal como gobernador de Sonora, desde el 9 de mayo de 1918 hasta el 7 de junio de 1919, sustituyendo a Plutarco Elías Calles, Piña consolidó su reputación como líder capaz. En 1920, fue uno de los signatarios del Plan de Agua Prieta, un evento clave en la Revolución mexicana.
Más tarde, Miguel Piña ocupó el cargo de oficial mayor de la Secretaría de Guerra y Marina, y retomó la gubernatura sonorense. Su servicio público también incluyó el papel de subsecretario de Guerra y Marina de 1926 a 1928, aportando su experiencia en asuntos militares a nivel nacional.
El General Piña falleció el 26 de mayo de 1929 ha causa de una tuberculosis pulmonar, dejando un legado significativo en la historia militar y política de México. Su vida y carrera son recordadas como parte integral de un periodo crucial en la transformación del país.